# 為替手形約束手形条例
為替手形約束手形条例（かわせてがたやくそくてがたじょうれい、明治15年12月11日太政官布告第57号）は、1882年（明治15年）12月11日に制定・公布された太政官布告。近代手形・小切手法の先駆となる法令である。
江戸時代、日本の為替・手形システムは大坂の両替商による信用制度に基づいて高度な仕組が確立されていたが、明治政府は為替・手形に対する理解が不十分で、銀目廃止や国立銀行以外での持参人払式の約束手形・小切手振出の禁止（国立銀行条例）などを行ったため両替商の破綻や信用制度の混乱が発生した。しかしながら、為替・手形に対する需要が高かったこと、欧米でも同様の制度が存在していることから、西南戦争以後に為替・手形制度の法制化が進められた。そこで、ヘルマン・ロエスレルを中心に編纂が進められていた商法草案のうちの「為替」の部分のみを独自の法令「為替手形約束手形条例」として先行して実施したものである。1895年（明治28年）の旧商法（第一編第十二章「手形及ヒ小切手」）の一部先行実施に伴って廃止され、その後1899年（明治32年）の商法（第四編「手形」）に継承された。　